# Ostarrîchi
Ostarrîchi er et gammelhøjtysk navn, først fundet i det berømte Ostarrîchi-dokument fra 996, hvor det henviser til det markgrevskab, der blev ledt af Heinrich I fra Huset Babenberg. Markgrevskabet svarer cirka til området, der i dag udgør delstaten Niederösterreich.

## Indhold
I dokumentet skrevet af Otto III den 1. november 996 i Bruchsal til Gottschalk von Hagenau, Biskop af Freising, giver kejseren et landområde omkring Neuhofen an der Ybbs til abbediet i Freising som len.